# Mademoiselle Dugazon
Marie Marguerite Anne Sophie Gourgaud, dite Mademoiselle Dugazon, est une actrice française née le 3 février 1742 à Marseille et décédée le 18 février 1789.

## Biographie
Elle débute à la Comédie-Française en 1767. 
Sociétaire de la Comédie-Française en 1768. 
Retraitée en 1788.

## Quelques rôles à la Comédie-Française
(Source : Base La Grange, site de la Comédie-Française)
- 1767 : Tartuffe de Molière : Dorine
- 1767 : Démocrite amoureux de Jean-François Regnard : Cléanthis
- 1767 : Le Dépit amoureux de Molière : Marinette
- 1767 : La Métromanie d'Alexis Piron : Lisette
- 1768 : Le Médecin malgré lui de Molière : Jacqueline
- 1768 : Le Menteur de Pierre Corneille : Sabine
- 1768 : Le Distrait de Jean-François Regnard : Lisette
- 1768 : Les Fourberies de Scapin de Molière : Zerbinette
- 1768 : Le Joueur de Jean-François Regnard : Nérine
- 1768 : Les Précieuses ridicules de Molière : Marotte
- 1768 : Le Mercure galant d'Edme Boursault : Oriane
- 1768 : Monsieur de Pourceaugnac de Molière : Nérine
- 1769 : Turcaret ou le Financier d'Alain-René Lesage : Lisette
- 1769 : Le Mercure galant d'Edme Boursault : Lisette
- 1769 : Le Festin de pierre de Thomas Corneille d'après Molière : Léonor
- 1769 : Crispin rival de son maître d'Alain-René Lesage : Lisette
- 1770 : Le Méchant de Jean-Baptiste Gresset : Lisette
- 1770 : Turcaret ou le Financier d'Alain-René Lesage : Marine
- 1770 : Le Festin de pierre de Thomas Corneille d'après Molière : Charlotte
- 1770 : Amphitryon de Molière : La Nuit
- 1770 : Le Sicilien ou l'Amour peintre de Molière : Climène
- 1770 : La Seconde surprise de l'amour de Marivaux : Lisette
- 1770 : Le Festin de pierre de Thomas Corneille d'après Molière : Mathurine
- 1772 : Les Plaideurs de Jean Racine : La comtesse
- 1772 : Athalie de Jean Racine : Salomith
- 1772 : Le Légataire universel de Jean-François Regnard : Lisette
- 1772 : L'Enfant prodigue de Voltaire : Marthe
- 1772 : Le Legs de Marivaux : Lisette
- 1772 : Le Dépit amoureux de Molière : Frosine
- 1773 : Eugénie de Beaumarchais : Betsy
- 1776 : Le Malheureux imaginaire de Claude-Joseph Dorat : Laurette
- 1779 : La Comtesse d'Escarbagnas de Molière : Andrée